# معركة مكة (1916)
وقعت معركة مكة في مدينة مكة المقدسة عند المسلمين في يونيو ويوليو من عام 1916. ففي 10 يونيو، أعلن شريف مكة الحسين بن علي، زعيم عشيرة بني هاشم، ثورة ضد الخلافة العثمانية من هذه المدينة. كانت معركة مكة جزءًا من الثورة العربية في الحرب العالمية الأولى.

## حلم الدولة العربية
كانت حلم الدولة العربية تبدأ من مدينة عدن اليمنية إلى مدينة حلب السورية، ولهذا الغرض سعى لدعم الحكومة البريطانية وأعد أبنائه الأربعة لهذه المغامرة.

## الأحداث
بدأت الأحداث في أوائل شهر يونيو عام 1916م، ومعظم الجيش العثماني ذهبوا إلى مدينة الطائف لرغبة مرافقة الحاكم العام في الحجاز غالب باشا، وترك العثمانيين 1000 رجل لغرض الدفاع عن مكة، وقد غلبهم النوم، وقام الشريف الحسين بن علي في 10 يونيو بإطلاق النار في الهواء من نافذة القصر الهاشمي معلناً بدء الثورة العربية، فقام مناصروه والذي يبلغ عددهم نحو 5 آلاف نسمة بإطلاق النار على الجيش العثماني، وبرغم أن قائد الجيش العثماني لم يكن مدركاً أن الثورة بدأت من الداخل، ورفع علم الثورة العربية وبدأت الاشتباكات، علم الحسين بن علي عن الوضع وأخبره بالسبب بأنه يرفض الاستسلام، وبدأت المعركة.
وفي تاريخ 4 يوليو 1916م، كانت آخر مقاومة عثمانية أعلنت استسلامها، وذلك بعد أن صمدت 3 أسابيع من المقاومة المستميتة.

## النتائج
كانت معركة مكة المكرمة هي بوابة النهاية للخلافة العثمانية في الحجاز، وكانت بداية الدولة الهاشمية والذين أتخذت من مكة المكرمة عاصمة لها اتسعت بشكل تدريجي للشمال حتى حققت تخليص الأردن والحجاز من بقاء الجيش العثماني.